# Bory Tucholskie
Bory Tucholskie (kaszub. Tëchòlsczé Bòrë, niem. Tucheler Heide) – jeden z najbardziej rozległych kompleksów borów sosnowych w Polsce. Zajmuje ok. 3 tys. km² sandru w dorzeczu Brdy i Wdy oraz Równiny Tucholskiej i Równiny Charzykowskiej. Od lasów tych wziął nazwę również mezoregion fizycznogeograficzny Bory Tucholskie znajdujący się we wschodniej części kompleksu oraz szereg powierzchniowych form ochrony przyrody: park narodowy, rezerwat biosfery, obszar Natura 2000, a także leśny kompleks promocyjny. Bory Tucholskie dały również nazwy jednostkom różnych systemów podziału geobotanicznego, np. okręg Borów Tucholskich w systemie Szafera i Zarzyckiego lub dzielnica Borów Tucholskich w systemie Mroczkiewicza.
Terytorium Borów Tucholskich zamieszkane jest przez rdzenną ludność Borowiaków Tucholskich, a także Kaszubów, Kociewiaków oraz Krajniaków.

## Warunki naturalne

### Ukształtowanie powierzchni
Bory Tucholskie rosną przeważnie na piaskach sandrowych Równiny Tucholskiej i Charzykowskiej, wchodząc nieco na obszar południowej części Pojezierza Kaszubskiego. Rzeźba terenu ukształtowana została przez ostatnie zlodowacenie. Oprócz sandrów występują pagórki morenowe, rynny, wydmy, wytopiska i doliny rzeczne. Liczne są wśród borów jeziora, w tym 40 przekraczających powierzchnię 1 km². Głównymi rzekami Borów są Brda i Wda, mniejsze cieki to Kłoniecznica, Zbrzyca, Czerska Struga, Młosienica, Mątawa. Gleby są na ogół ubogie, piaszczyste klas IV – VI, jedynie w okolicach Czerska, Brus i Śliwic występują gleby klasy III.

### Flora
W przeszłości na obszarze Borów Tucholskich dominował w drzewostanie buk wraz z sosną. Rosły tu też liczne drzewa liściaste, głównie dęby, graby, osiki i lipy. Nasilająca się od XVII wieku rabunkowa gospodarka leśna i późniejsze zalesianie wyłącznie sosną (np. w 1893 ponad 99% lasów na obszarze powiatu tucholskiego obsadzona była tym gatunkiem) spowodowały, że obecnie Bory są obszarem monokulturowym sosny, jedynie na zboczach nad Wisłą występują w lasach gatunki ciepłolubne, a na obszarach wylesionych wrzosowiska. Zarastające rynny jeziorne zamieniły się w torfowiska lub urodzajne łąki. Na torfowiskach występują dość licznie żurawina błotna, bagno zwyczajne, liczne gatunki mchów i torfowców.

### Fauna
Teren Borów Tucholskich zamieszkuje wiele różnorodnych gatunków zwierząt. Występuje licznie zwierzyna – jelenie, sarny, dziki, lisy, pojawiają się (szczególnie podczas ostrych zim) wilki. Nad rzekami występują bobry. Spośród ptaków, z gatunków rzadkich występują bielik, rybołów, żuraw zwyczajny, łabędź niemy, cietrzew, głuszec, sokół wędrowny, czapla siwa, kruk, puchacz, bocian czarny i inne.

## Ochrona przyrody
Znaczna część borów, jezior i mokradeł wchodzi w skład obszarów Natura 2000 Bory Tucholskie (PLB220009), Wielki Sandr Brdy (PLB220001) i kilku mniejszych oraz rezerwatu biosfery Bory Tucholskie. Lasy Państwowe na części obszaru Borów powołały Leśny Kompleks Promocyjny Bory Tucholskie. W północno-wschodniej części kompleksu w 1996 został utworzony Park Narodowy Bory Tucholskie o powierzchni 4613,05 ha (otulina o powierzchni 12 981 ha). Na jego terenie rośnie głównie sosna zwyczajna.

### Parki krajobrazowe
Na terenie borów i okolic utworzono kilka parków krajobrazowych:
- Tucholski Park Krajobrazowy
- Wdecki Park Krajobrazowy
- Wdzydzki Park Krajobrazowy
- Zaborski Park Krajobrazowy
- Nadwiślański Park Krajobrazowy

### Rezerwaty przyrody
Na obszarze Borów Tucholskich znajduje się wiele rezerwatów przyrody. Należą do nich:
- Bagno Grzybna – Utworzony 18.03.1980 na pow. 6,26 ha, obejmuje typowe zespoły roślinne torfowisk wysokich i mszar – ostoja zwierzyny leśnej. Stanowisko żurawia popielatego.

- Bagna nad Stążką – Rezerwat o pow. 677,88 ha, chroni największe w Borach Tucholskich torfowisko niskie. Siedlisko wielu gatunków ptaków, w tym żurawia.

- Bór Chrobotkowy – Uznano za rezerwat przyrody obszar lasu o powierzchni 41,50 ha, położony w gminie Brusy. Celem ochrony jest zachowanie ze względów naukowych i dydaktycznych klasycznie wykształconego boru chrobotkowego z rzadką i unikalną florą porostów.

- Cisy nad Czerską Strugą – Utworzony 26 marca 1982 na pow. 17,19 ha jako leśny rezerwat przyrody. Obejmuje stanowiska cisa pospolitego, pochodne z samosiewów i z nasadzeń z XIX wieku.

- Cisy Staropolskie im. Leona Wyczółkowskiego – Rezerwat położony w Nadleśnictwie Zamrzenica, o powierzchni około 37 ha. Największe skupienie cisów w Europie. Cisy w ilości ok. 4000 sztuk występują tam wśród starych sosen, dębów, lip, grabów, brzóz, jaworów i olch. Teren rezerwatu był chroniony przez leśników od przeszło stu lat. Cisy rosnące w rezerwacie są w różnym wieku i o różnej średnicy. Najgrubszy, nazywany cisem Chrobrego, ma obwód w pierścienicy 250 cm. i pamięta zapewne czasy Bolesława Chrobrego, a może i jeszcze wcześniejsze. W latach 1926 do 1935 cisowy las był natchnieniem dla jednego z największych malarzy polskich, Leona Wyczółkowskiego. Największy zbiór jego prac inspirowanych widokami leśnymi można oglądać w muzeum w Bydgoszczy.

- Czapli Wierch – Rezerwat położony nad Jeziorem Słonym, utworzony w celu zachowania fragmentu starego boru sosnowego naturalnego pochodzenia. Nazwa pochodzi od kolonii czapli siwej, której gniazda usytuowane są od kilkudziesięciu lat w koronach starych drzew, rosnących wzdłuż brzegów jeziora. Ochroną objęto powierzchnię 5,26 ha. Wiek rosnących w rezerwacie sosen określa się na ok. 200 lat.

- Dolina Rzeki Brdy – Rezerwat położony na terenie gmin Tuchola, Gostycyn oraz Cekcyn. Utworzony w 1994 w celu ochrony walorów przyrodniczo-krajobrazowych doliny rzeki Brdy (głazowiska, skarpy, urwiska, zróżnicowane zbiorowiska leśne). Do najcenniejszych fragmentów zalicza się uroczysko Piekiełko.

- Dury – Rezerwat ścisły w nadleśnictwie Osie, tworzy go grupa 4 małych jeziorek dystroficznych wraz z nabrzeżnymi pasami roślinności torfowej oraz torfowiska porośnięte sosną o ogólnej powierzchni około 11 ha. Roślinność wodna, zarastająca jeziorka, jest bardzo skąpa. Na szczególną uwagę zasługuje występowanie na kępach zbudowanych z torfowców żurawiny drobnoowocowej.

- Jeziorka Kozie – Utworzony 18 maja 1984 na pow. 12,30 ha. Obejmuje 4 śródleśne jeziorka dystroficzne z zespołami torfowisk przejściowych. Liczne stanowiska roślin chronionych, miejsce występowania licznych płazów i gadów.

- Jezioro Małe Łowne – Rezerwat chroni obszar lasu, bagien, jezior o powierzchni 37,83 ha w gminie Chojnice. Celem ochrony jest zachowanie ze względów naukowych i dydaktycznych roślinności charakterystycznej dla torfowisk przejściowych i wysokich, borów bagiennych, wilgotnych oraz świeżych z występującymi tu gatunkami roślin chronionych.

- Jezioro Zdręczno – Utworzony został 26 marca 1982 roku na pow. 15,74 ha. Obejmuje silnie zarastające eutroficzne jezioro i zespół torfowisk. Rozwijają się tu zespoły chronionych roślin wodnych oraz pła dywanowego i mszaru kępkowo–dolinkowego.

- Kręgi kamienne – Rezerwat archeologiczno-przyrodniczy w nadleśnictwie Czersk, nad rzeką Wdą. Zespół kamiennych kręgów, o niezupełnie wyjaśnionej funkcji. Pochodzi z okresu rzymskiego (I-III wiek n.e.). Kręgów kamiennych było zapewne 19, do dziś zachowało się 12. Zbudowane zostały z dużych głazów wokół jednego lub dwu kamieni środkowych. Kręgi kamienne są również cenne pod względem przyrodniczym, ponieważ rośnie na nich zespół złożony z około 50 gatunków ciekawych i rzadkich mchów i porostów, zbliżonych bardzo swym charakterem do flory pierwotnych moren.

- Kuźnica – Rezerwat leśny w nadleśnictwie Warlubie o powierzchni około 7 ha. Rezerwat od wsch. graniczy z jeziorem Rumacz. Został on utworzony dla zachowania w celach naukowych fragmentu boru wilgotnego wyrosłego w specyficznych warunkach glebowych i wilgotnościowych.

- Osiny – Rezerwat ścisły w nadleśnictwie Warlubie, torfowisko o powierzchni ok. 21 ha. Z rzadszych roślin występują: bagnica torfowa, przygiełka biała, modrzewnica zwyczajna, rosiczka okrągłolistna i niektóre rzadkie gatunki z rodziny storczykowatych.

- Szczerkowo – Rezerwat częściowy w nadleśnictwie Osie, leśnictwie Sobiny, o powierzchni około 76 ha. Rezerwat chroni drzewostan liściasty, należący do typu grądów. Rośnie tam m.in. jarząb brekinia.

- Ustronie – Utworzony 23 czerwca 1958 roku na pow. 3,87 ha jako leśny rezerwat przyrody. Obejmuje fragment naturalnego lasu z udziałem jarząbu brekinii. Pozostałość dawnych drzewostanów liściastych. Występuje kilka zespołów leśnych, a między innymi buczyna niżowa, ols, grąd i brzezina bagienna.

- Rezerwat przyrody Mętne – Torfowiskowy rezerwat ścisły o powierzchni ok. 53 ha. Chroni zespół roślin charakterystyczny dla torfowisk przejściowych oraz brzozę niską jako zabytek tundry polodowcowej.

- Źródła Rzeki Stążki – Rezerwat o pow. 250,02 ha położony w gminie Cekcyn. Celem ochrony jest zachowanie ze względów naukowych, dydaktycznych, krajobrazowych i turystycznych fragmentu doliny rzeki Stążki z jej źródłami o wyjątkowych walorach widokowych.

- Krzywe Koło pętli Wdy – Rezerwat o pow. 10,03 ha założony w 1960 roku. Jest to rezerwat chroniący rzadkie w borach siedlisko grądu subkontynentalnego. W skład tego siedliska wchodzą głównie graby, dęby, lipy oraz szereg rzadkich, chronionych gatunków roślinności runa[4].

## Klęski żywiołowe

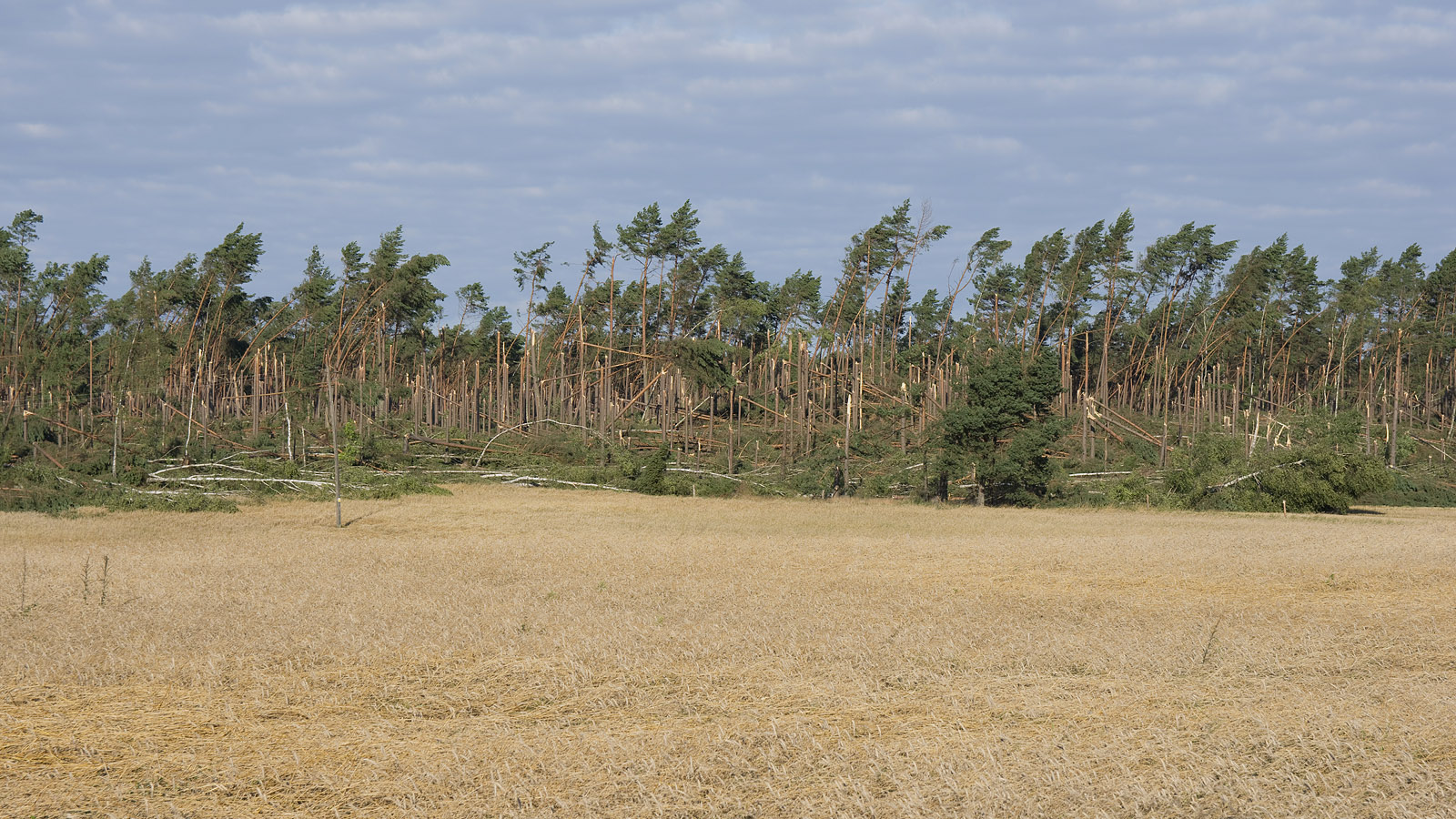
Leśno, Nadleśnictwo Przymuszewo 2017

Obszar Borów Tucholskich wielokrotnie dotykany był klęskami żywiołowymi. W XIX wieku należały do nich przede wszystkim pożary, w XX wieku – masowe gradacje strzygoni choinówki czy brudnicy mniszki. W XXI wieku dołączyły do nich trąby powietrzne – np. 14 lipca 2012 zniszczonych zostało 550 hektarów lasów, głównie w nadleśnictwie Trzebciny, gdzie tornado pozostawiło po sobie pas połamanego lasu o długości 14 km i kilkuset metrów szerokości. 11/12 sierpnia 2017 jeszcze większe szkody poczyniła wichura i nawałnica m.in. w nadleśnictwach Rytel, w którym zniszczeniu uległo niemal 8 tysięcy hektarów lasu (połowa areału leśnego) oraz Lipusz, gdzie powalonych zostało ponad 6 tys. ha lasu - ekwiwalent około 2 mln metrów sześciennych drewna (taką ilość drewna pozyskiwało się na tym obszarze przez 20-25 lat). W powiecie chojnickim śmierć poniosło 5 osób.